# De Maffia
De Maffia was een informele literaire en artistieke vereniging in Brugge tijdens het Interbellum, waar heel wat bekende personen elkaar ontmoetten.

## Geschiedenis
In de jaren negentiendertig kwam in Brugge elke zaterdag een gezelschap van cultureel en artistiek geïnteresseerde heren, en één dame, bijeen. Ze noemden hun kransje de 'Brugse Maffia'. Het bestond uit een vijfentwintigtal leden.
Ze hadden geen reglementen, geen contributie, geen bestuur, geen ledenlijst, geen groepsfoto. Alleen de naam verleende er een zekere geheimzinnigheid aan, die bij buitenstaanders belangstelling opwekte of nieuwsgierigheid verwekte.
Pretenties had men met dit alles allerminst. De formele bijeenkomst duurde tot elf uur 's avonds, tijdens dewelke allerhande culturele onderwerpen werden aangesneden, of auteurs hun teksten voorlazen. Daarna 'werd het serieuze achterwege gelaten en begonnen de moppen en kluchten', aldus Jan Schepens.
Het wereldbeeld van de Brugse Maffia stoelde vooral op de vrijzinnigheid. Ze waren 'ontvoogde en geen blad-voor-de-mond-nemende' Bruggelingen, aldus de Oostendenaar Karel Jonckheere. Men was apolitiek in 'eendrachtige verscheidenheid', telde leden van links tot rechts, maar was absoluut democratisch gezind. Ze zetten zich ook niet daadwerkelijk af tegen kerk of clerus. 'Anti-iets was niemand', aldus Jonckheere.
Het moet wel gezegd dat het aantal vrijmetselaars onder de leden niet onbelangrijk was, ook al werden sommigen pas na de 'maffia'-periode opgenomen in een loge, en al waren ze aangesloten bij antagonistische werkplaatsen, meer bepaald de loge La Flandre en de afgescheurde loge Simon Stevin. Het ging om Achiel Van Acker, Julius Wostyn, Raymond Brulez, Karel Jonckheere, Ernest Callebout, Peter Callebout, Albert Goethals, Jan Schepens, André Vlaanderen, Evert Cuypers, Firmin Alexander en 'Van Dierendonck'. Karel Jonckheere schreef later dat de niet-logeleden graag wat spottend deden over sommigen die de vergadering  van de 'Maffia' verlieten om naar een logebijeenkomst te trekken.
De Tweede Wereldoorlog betekende het einde van de Brugse Maffia.

## De leden
- Emile De Schepper (° Brugge, 2 april 1876) werd vernoemd als stichter van de groep. Hij was een broer van de katholieke Brugse schepen Leonce De Schepper (1870-1952).
- Karel Jonckheere (1906-1993) spoorde van Oostende naar Brugge om de bijeenkomsten bij te wonen. Met zijn bijtende en sarcastische humor paste hij uitstekend in het Brugse gezelschap.
- Raymond Brulez (1895-1972), Blankenbergenaar die in Brugge was komen wonen en er bescheiden betrekkingen uitoefende, tot hij in 1936 naar de radio-omroep in Brussel vertrok.
- Richard Declerck (1899-1986), vriend en verwant van Achiel Van Acker, was advocaat vanaf 1926, tot hij in 1935 vrederechter werd. In 1945 zou Van Acker hem tot gouverneur van de provincie Antwerpen benoemen. Hij ontplooide activiteiten ten gunste van de Belgische film en van de opleiding voor toneel en dramaturgie.
- Achiel Van Acker (1898-1975) was in 1927 gemeenteraadslid en volksvertegenwoordiger geworden. Hij publiceerde toen ook Moederweelde, zijn eerste dichtbundel. Met Richard Declerck gaf hij het satirisch tijdschrift Reinaert de Vos uit en op 12 augustus opende hij zijn boekenantiquariaat De Boekenuil. Elke Vrijdag organiseerde hij in zijn woning literaire avonden waarop vrienden hun recent geschreven gedichten voorlazen. Van Acker stichtte in 1932 het socialistische Vlaamsch Weekblad, de opvolger van het ter ziele gegane Werkerswelzijn. Het bracht drie maffiosi samen: Richard Declerck vulde vanaf 1934 een juridische rubriek met de titel 'De kleine man en de blinde Godin' en Hugo Vrielynck kreeg in 1935 de leiding over het weekblad. Toen in 1936 de Franse succesfilm Heldenkermis die in de 'Vieux Bruges' vertoond werd, door het schepencollege verboden werd omdat de openbare orde bedreigd werd (in sommige kringen werd die film als beledigend voor Vlaanderen aangevoeld), waren het Richard De Clerck en Achiel Van Acker die in de gemeenteraad protest aantekenden en er voor zorgden dat de film toch verder (onder politiebewaking nog wel) vertoond kon worden.
- Hugo Vrielynck, een student die bijzonder actief was in cultureel Brugge, animeerde sinds 1925 studentenrevues in de 'Vieux Bruges', de feest- en cinemazaal in de Steenstraat, avonden die al snel reputatie verwierven. Er kwamen meer dan tweeduizend bezoekers af op deze spektakels, die satires weergaven op Brugse toestanden, half in het Frans en half in het Brugs. In 1931 gaven de jonge maffiosi Mau Marssen, Marcel Matthijs en Hugo Vrielynck kortstondig het 'litteraire en economiese' tijdschrift Seinen uit. De actieve Vrielynck illustreerde ook Matthijs' eerste roman Het grauwvuur (1929), organiseerde nog tot 1935 studentenrevues en daarnaast café chantants met folkloristische liedjes in het lokaal van Werkerswelzijn in de Steenstraat. Hij verwierf ook faam met filmvoorstellingen en crochetavonden, eerst in het Muntpaleis, later in Werkerswelzijn.
- Ernest Callebout (1887-1952), architect, zoon van beeldhouwer Pieter Callebout, was zelf ook beeldhouwer. Hij sloot in 1936 bij de Maffia aan.
- Peter Callebout (1916-1970), architect, volgde zijn vader in alles, ook in het Maffialidmaatschap.
- Evert Kuypers (†1943), afkomstig uit Dordrecht of Amsterdam, was architect.
- Gaston-Frank De Craeke (1899-1954), kunstschilder, richtte de kunstkring Prisma op, die in de Brugse stadsschouwburg muziek-, toneel- en balletvoorstellingen organiseerde.
- Roberte Devooght (1904-1979), kunstschilder, hield zich kranig in het, buiten haar, uitsluitend mannelijk gezelschap.
- Albert Goethals (1885-1973), kunstschilder, etser, was een sympathieke en bescheiden man, graag gezien in het verenigingsleven en gesteund door het mecenaat van de plaatselijke Rotaryclub. Hij leverde veertig oorspronkelijke litho's met Brugse stadsgezichten voor het boek In de stille stede, waarvoor zijn 'Maffia'-vriend Jan Schepens de begeleidende teksten schreef.
- Rik Slabbinck (1914-1991), kunstschilder, stond helemaal aan het begin van zijn succesvolle carrière en was ongetwijfeld blij bij de 'groten' te mogen aanzitten.
- André Vlaanderen (1881-1955), de in Amsterdam geboren graficus kwam zich in 1929 in Brugge vestigen en was vanaf 1936 lid van de Maffia.
- Jan Schepens (1909-1994), schrijver, Gentenaar, was vanaf 1934 onderwijzer en schoolhoofd in Brugge en integreerde vlug in de literaire kringen.
- Jan Vercammen (1906-1984), schrijver, in Temse geboren, kwam heel laat bij de Maffia, aangezien hij pas sinds 1940 in Brugge woonde. Tenzij hij voordien al af en toe naar Brugge kwam.
- Marcel Matthijs (1899-1964), schrijver, bleef in Oedelem, zijn geboortedorp, wonen en van daar zakte hij naar Brugge af voor de Maffia-bijeenkomsten.
- Mau Marssen, (1902-1977), schrijver,  'meest zonderlinge figuur',  pseudoniem van Maurits Léon Mus (1902-1977), die ook nog onder de schuilnamen Mau Marssen Mus of Musten Mis publiceerde, zou weleens een van Vlaanderens echte bohemienauteurs kunnen zijn geweest, in zijn geschriften een soort voorafbeelding van Jan Cremer.
- Julius Wostyn (1899-1967), was een volkse arts, socialistisch volksvertegenwoordiger, vriend van Achiel Van Acker.
- Van Dierendonck, juwelier. Deze werd vermeld door Raymond Brulez in Mijn woningen. Aangezien er geen juwelier Van Dierendonck in Brugge te bespeuren valt, mag men aannemen dat dit een door Brulez gebruikte schuilnaam was, voor iemand die hij als vrijmetselaar aanduidde.
- Egied Strubbe (1897-1970), rechtshistoricus en advocaat, was promotor van het Groeningemuseum, geopend in 1930, wellicht niet toevallig ontstaan in dezelfde periode als de Maffia.
- Joseph Neutens (1874-1965), kunstschilder, was het oudste lid van de groep. Door Brulez werd hij in Mijn woningen opgevoerd onder de schuilnaam Arthur Lindebrecht.
- Firmin Alexander (1895-1973) was van huize uit liberaal. Bediende bij de Gistfabriek, behoorde hij tijdens de oorlog, samen met zijn vriend Jan Schepens, tot het Onafhankelijkheidsfront en dit deed hem overhellen naar de communistische partij, waar hij na de oorlog instructeur bij werd. Hij was de vader van de bekende dokter Fernand Alexander, stichter en bezieler van het Zeepreventorium in De Haan.
- Frans Goddard (of Godard), beeldhouwer, was een kleurling (halfbloed), zoon van een Afrikaans opperhoofd, een luimige jongen uit Brussel die zich goed in het Brugse had ingeburgerd en de beeldhouwkunst beoefende in een atelier in de abdij van Zevenkerken. Volgens Hugo Vrielynck produceerde hij religieuze figuren, maar sloeg af en toe zijn verbeelding op hol en maakte hij wulpse naaktfiguren. Van dit laatste is in de abdij geen bevestiging meer te bekomen.

## De lokalen
De Maffia vergaderde op verschillende plaatsen:
- ten huize van Achiel Van Acker,
- in de 'Cosy Corner' langs de Gistelse steenweg,
- in de kelder van het 'Boergoensche Cruyce' in de Wollestraat,
- in Café Central op de Grote Markt
- in Café Sint Ivo, Sint-Salvatorskoorstraat 5. 'In St-Ivo', met de Belgische zwemkampioen Jan Guilini als kroegbaas, was volgens Achiel Van Acker bij uitstek geschikt voor de club: 'Naast de ruime gelagzaal, was er ook nog een zaaltje waar een kunstminnend gezelschap Takjes worden Boompjes zijn intrek had genomen, en wij mochten er de zaterdagavond over beschikken.' Tot aan het ochtendgloren zaten ze daar bij elkaar, voorlezend uit literair werk, discussiërend over kunst en boeken, of naarmate de uren vorderden overschakelend op meer ludieke conversaties. Soms was er een kunstenaar of schrijver te gast die in Brugge op bezoek was.

## UitgavenDe Garve
Het blijkt uit wat hierboven is vermeld, dat er samenwerkingen tot stand kwamen tussen de leden, ook buiten maffiaverband.
Er kwam vooral, einde 1935, een besluit om een uitgeverij uit de grond te stampen, die zich zou toeleggen op de publicatie van goedkope boeken. Richard De Clerck en Achiel Van Acker brachten wat centen bijeen en ze werden respectievelijk redactiesecretaris en bestuurder van de uitgeverij, die de naam De Garve kreeg.